# قلعة الجزيرة

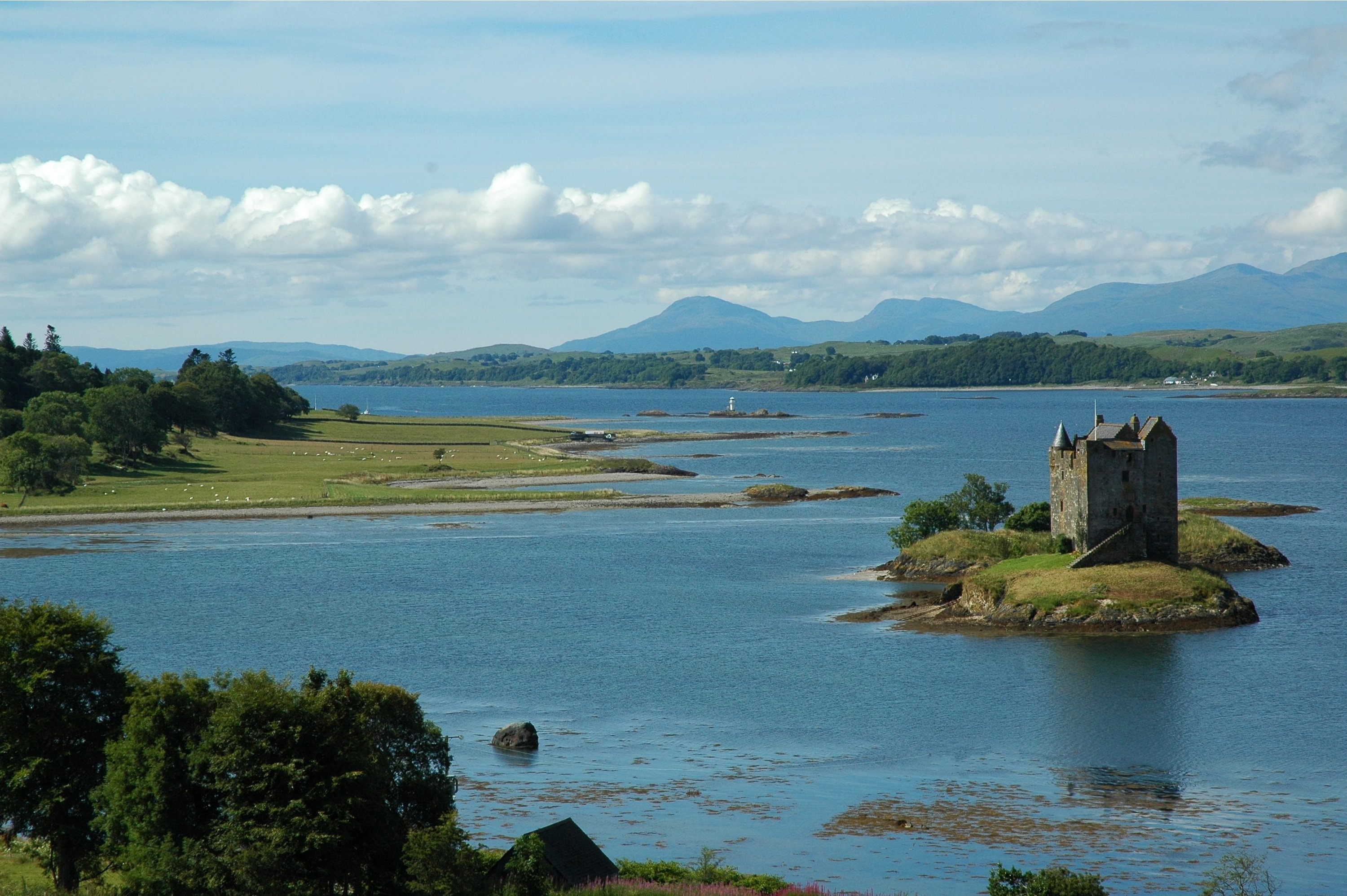
Castle Stalker, an island castle in Scotland

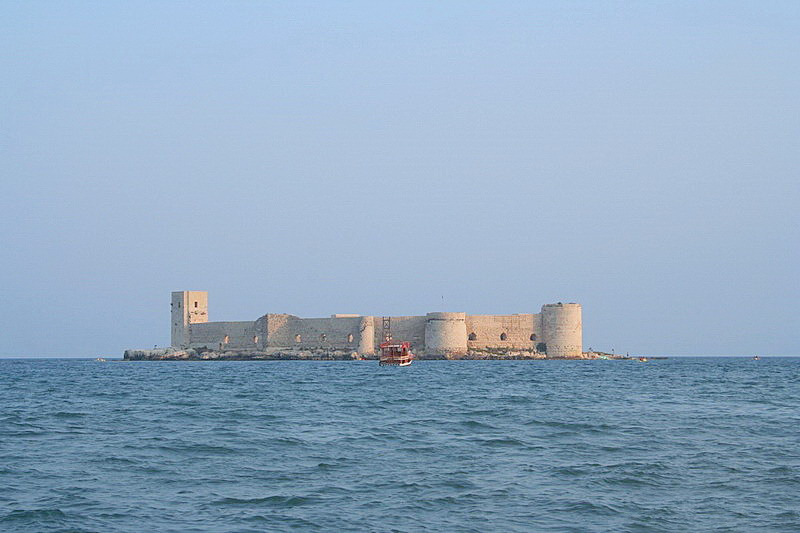
Kızkalesi, an island castle in تركيا.

قلعة الجزيرة أو القلعة المعزولة، هي نسخة مختلفة من القلاع المائية. وتتميز بموقعها على جزيرة صناعية أو طبيعية. إنها قلعة نموذجية للأراضي المنخفضة.
نظرًا لأن الجزيرة التي أقيمت عليها القلعة مفصولة عن الساحل بمسطحين مائيين على الأقل، فإن الدفاعات الاصطناعية مثل الخنادق أو الجدران الترسية عادًة ما تكون غير ضرورية إذا كانت القلعة محاطة بالمياه المتدفقة. ولذلك يمكن بناء مثل هذه القلاع بسهولة وبتكلفة زهيدة. ومع ذلك، كان من السهل نسبيًا الاستيلاء على العديد من قلاع الجزر في البحيرات (ولاية) في فصل الشتاء بسبب تكون الغطاء الجليدي السميك بما يكفي لدعم القوات المهاجمة، لأنها غالبًا ما كانت ضعيفة التحصين.

## قلاع الجزر الأوروبية
- أشهر قلعة جزيرية في ألمانيا هي قلعة بفالزجرافنشتاين بالقرب من كاوب، راينلند بالاتينات.
- تقع قلعة شاتو دويف الجزرية Chateau d'If على الساحل الجنوبي لفرنسا.
- يصبح جبل القديس ميشيل في نرمندية بفرنسا قلعة جزرية أثناء ارتفاع المد.
- النظير الإنجليزي لجبل القديس ميشيل هو جبل القديس مايكل في كورنوال.
- تقع قلعة شيلون الشهيرة في سويسرا على جزيرة صغيرة على الطرف الشرقي لبحيرة جنيف.
- تقع قلعة أراغونيز في خليج نابولي.
- القلعة المائية الوحيدة في أوروبا التي تستخدم العمارة القوطية هي قلعة تراكاي في ليتوانيا.

## قلاع الجزر في جنوب آسيا
على الرغم من أنها ليست قلاع بالكامل، إلا أنها تتكون في الواقع من حصن يحيط بقصر، إلا أن مورود جانجيرا هي جزيرة حصن شهيرة تقع قبالة الساحل الهندي في بحر العرب. تعتبر القلعة فريدة نسبيًا من حيث أن الجدران الدفاعية الخارجية للمجمع تشمل بالكامل الأراضي الطبيعية للجزيرة، مما يحبط أي هجمات باستخدام عمليات الإنزال البرمائية التقليدية.